# شونز أونو
شونْزٌ أُونو (باليابانية: 大野 俊三) (29 مارس 1965 في فوناباشي في اليابان – )؛ هو لاعب كرة قدم ياباني سابق كان يلعب كمدافع.

## وصلات خارجية
- شونز أونو على موقع رابطة كرة القدم اليابانية للمحترفين (اليابانية)
- شونز أونو على موقع قاعدة بيانات كرة القدم.إي يو (الإنجليزية)
- شونز أونو على موقع عالم كرة القدم.نت (الإنجليزية)